# Lliga de Radioaficionats de Letònia
La Lliga de Radioaficionats de Letònia (LRAL) (en letó:Latvijas Radio Amatieru Līga) és una organització nacional sense fins de lucre, situada la seva seu a Riga, per a radioaficionats entusiastes de Letònia. Els beneficis de ser membre de LRAL inclou el patrocini de premis per a radioaficionat i concursos, i una targeta QSL per a aquells membres que es comuniquen regularment amb els operadors de radiaficionats d'altres països. L'organització representa els interessos d'operadors de radioaficionats de Letònia, europeus i internacionals de telecomunicacions davant les autoritats reguladores. LRAL és la societat nacional membre de la representació de Letònia en la Unió Internacional de Radioaficionats.